# 지금 사랑하는 사람과 살고 있습니까?
"지금 사랑하는 사람과 살고 있습니까?"는 2007년에 개봉한 대한민국의 영화이다.

## 줄거리
첫 번째 부부인 남편 민재와 아내 유나는 서로 친구 같이 꽤나 행복하게 지내는 부부였다. 두 번째 부부인 영준과 그의 아내 소여는 설레임이 없는, 결혼한 부부보다는 동료처럼 보이는 부부였다. 두 부부는 서로 엇갈려 하룻밤을 보내게 되는데...

## 캐스팅
- 엄정화 : 서유나 역
- 박용우 : 정민재 역
- 이동건 : 박영준 역
- 한채영 : 한소여 역
- 최재원 : 강철주 역
- 오지영 : 오미선 역
- 최용민 : 강 전무 역
- 이영숙 : 강 전무 처 역
- 이금주 : 김 여사 역
- 박혁민 : 경찰 1 역
- 리민 : 경찰 2 역
- 박채연 : 민재 팀원 지애 역
- 윤관우 : 민재 팀원 관우 역
- 서진욱 : 마노건설 김 실장 역
- 홍원배 : 황 기사 역 (특별출연)
- 강성필 : 최동석 역 (특별출연)